# Liste der Mitglieder der 18. Knesset

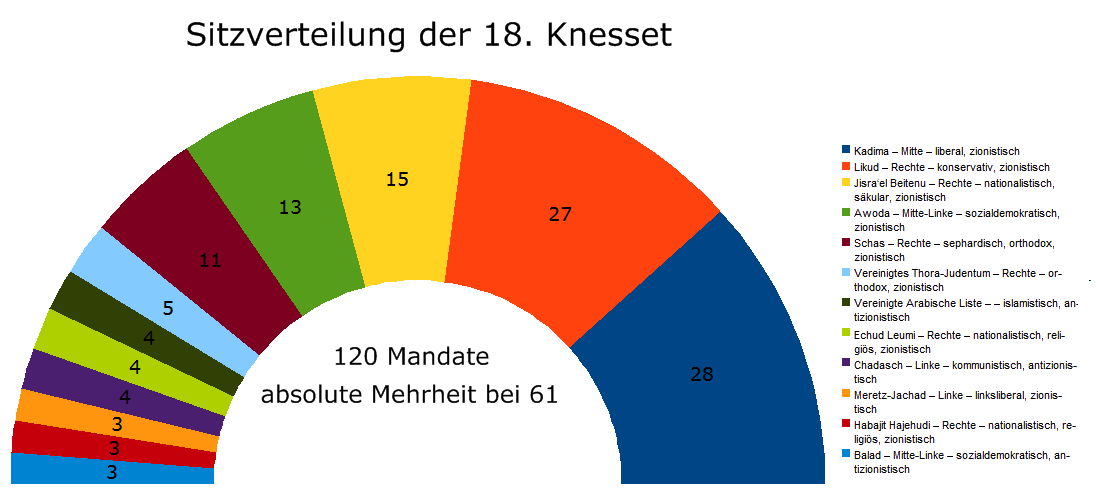

Die israelischen Parlamentswahlen 2009 und damit auch die Wahlen zur 18. Knesset fanden am 10. Februar statt.
| Partei                         | Name                     | Anmerkung                                                               |
| ------------------------------ | ------------------------ | ----------------------------------------------------------------------- |
| Kadima (28)                    | Tzipi Livni              |                                                                         |
| Kadima (28)                    | Schaul Mofas             |                                                                         |
| Kadima (28)                    | Dalia Itzik              |                                                                         |
| Kadima (28)                    | Tzachi Hanegbi           |                                                                         |
| Kadima (28)                    | Roni Bar-On              |                                                                         |
| Kadima (28)                    | Se’ev Boim               |                                                                         |
| Kadima (28)                    | Meir Shitrit             |                                                                         |
| Kadima (28)                    | Ruchama Avraham          |                                                                         |
| Kadima (28)                    | Avi Dichter              |                                                                         |
| Kadima (28)                    | Marina Solodkin          |                                                                         |
| Kadima (28)                    | Yoel Hasson              |                                                                         |
| Kadima (28)                    | Gideon Esra              |                                                                         |
| Kadima (28)                    | Jacob Edery              |                                                                         |
| Kadima (28)                    | Eli Aflalo               |                                                                         |
| Kadima (28)                    | Ze'ev Bielski            |                                                                         |
| Kadima (28)                    | Ronit Tirosh             |                                                                         |
| Kadima (28)                    | Nachman Shai             |                                                                         |
| Kadima (28)                    | Shlomo Mula              |                                                                         |
| Kadima (28)                    | Robert Tiviaev           |                                                                         |
| Kadima (28)                    | Madschalli Wahbi         |                                                                         |
| Kadima (28)                    | Rachel Adato             |                                                                         |
| Kadima (28)                    | Yohanan Plesner          |                                                                         |
| Kadima (28)                    | Shai Hermesh             |                                                                         |
| Kadima (28)                    | Israel Hasson            |                                                                         |
| Kadima (28)                    | Aryeh Bibi               |                                                                         |
| Kadima (28)                    | Otniel Schneller         |                                                                         |
| Kadima (28)                    | Orit Zuaretz             |                                                                         |
| Kadima (28)                    | Yulia Shamalov-Berkovich |                                                                         |
| Likud (27)                     | Benjamin Netanjahu       | Premierminister                                                         |
| Likud (27)                     | Gideon Sa’ar             | Bildungsminister                                                        |
| Likud (27)                     | Gilad Erdan              | Umweltminister                                                          |
| Likud (27)                     | Reuven Rivlin            | Sprecher der Knesset                                                    |
| Likud (27)                     | Benny Begin              | Minister ohne Geschäftsbereich                                          |
| Likud (27)                     | Mosche Kachlon           | Kommunikationsminister                                                  |
| Likud (27)                     | Silvan Schalom           | Vize-Premierminister Minister für Regionale Entwicklung                 |
| Likud (27)                     | Mosche Jaalon            | Vize-Premierminister Minister für strategische Angelegenheiten          |
| Likud (27)                     | Yuval Steinitz           | Finanzminister                                                          |
| Likud (27)                     | Lea Nass                 | Rentenministerin                                                        |
| Likud (27)                     | Israel Katz              | Ministerium für Verkehr, nationale Infrastruktur und Verkehrssicherheit |
| Likud (27)                     | Juli-Joel Edelstein      | Ministerium für Diplomatie und Diaspora                                 |
| Likud (27)                     | Limor Livnat             | Kultur- und Sportminister                                               |
| Likud (27)                     | Haim Katz                |                                                                         |
| Likud (27)                     | Jossi Peled              | Minister ohne Geschäftsbereich                                          |
| Likud (27)                     | Michael Eitan            | Minister für die Verbesserung des Öffentlichen Dienstes                 |
| Likud (27)                     | Dan Meridor              | Geheimdienst- und Atomenergieminister                                   |
| Likud (27)                     | Tzipi Hotovely           |                                                                         |
| Likud (27)                     | Gila Gamliel             |                                                                         |
| Likud (27)                     | Ze’ev Elkin              |                                                                         |
| Likud (27)                     | Yariv Levin              |                                                                         |
| Likud (27)                     | Zion Pinyan              |                                                                         |
| Likud (27)                     | Hiob Kara                |                                                                         |
| Likud (27)                     | Danny Danon              |                                                                         |
| Likud (27)                     | Karmel Shama             |                                                                         |
| Likud (27)                     | Ofir Akunis              |                                                                         |
| Likud (27)                     | Miri Regev               |                                                                         |
| Jisra’el Beitenu (15)          | Avigdor Lieberman        | Außenminister                                                           |
| Jisra’el Beitenu (15)          | Uzi Landau               | Infrastrukturminister                                                   |
| Jisra’el Beitenu (15)          | Stas Misseschnikow       | Tourismusminister                                                       |
| Jisra’el Beitenu (15)          | Jitzchak Aharonovitsch   | Minister für öffentliche Sicherheit                                     |
| Jisra’el Beitenu (15)          | Sofa Landver             | Immigrationsminister                                                    |
| Jisra’el Beitenu (15)          | Orly Levy                |                                                                         |
| Jisra’el Beitenu (15)          | Danny Ayalon             |                                                                         |
| Jisra’el Beitenu (15)          | David Rotem              |                                                                         |
| Jisra’el Beitenu (15)          | Anastasia Michaeli       |                                                                         |
| Jisra’el Beitenu (15)          | Faina Kirschenbaum       |                                                                         |
| Jisra’el Beitenu (15)          | Robert Ilatov            |                                                                         |
| Jisra’el Beitenu (15)          | Hamad Amar               |                                                                         |
| Jisra’el Beitenu (15)          | Mosche Matalon           |                                                                         |
| Jisra’el Beitenu (15)          | Lia Shemtov              |                                                                         |
| Jisra’el Beitenu (15)          | Alex Miller              |                                                                         |
| Awoda (8, zunächst 13)         | Ehud Barak               | Verteidigungsminister                                                   |
| Awoda (8, zunächst 13)         | Jitzchak Herzog          | Regionalentwicklungsminister                                            |
| Awoda (8, zunächst 13)         | Ophir Pines-Paz          |                                                                         |
| Awoda (8, zunächst 13)         | Avischai Brawerman       | Minister für Minderheiten                                               |
| Awoda (8, zunächst 13)         | Shelly Yachimovich       |                                                                         |
| Awoda (8, zunächst 13)         | Matan Vilnai             |                                                                         |
| Awoda (8, zunächst 13)         | Eitan Cabel              |                                                                         |
| Awoda (8, zunächst 13)         | Benjamin Ben Eliezer     | Minister für Handel, Arbeit und Industrie                               |
| Awoda (8, zunächst 13)         | Juli Tamir               |                                                                         |
| Awoda (8, zunächst 13)         | Amir Peretz              |                                                                         |
| Awoda (8, zunächst 13)         | Daniel Ben-Simon         |                                                                         |
| Awoda (8, zunächst 13)         | Schalom Simchon          | Landwirtschaftsminister                                                 |
| Awoda (8, zunächst 13)         | Orit Noked               |                                                                         |
| Schas (11)                     | Eli Jischai              | Innenminister                                                           |
| Schas (11)                     | Ariel Atias              | Bauminister                                                             |
| Schas (11)                     | Jitzchak Kohen           |                                                                         |
| Schas (11)                     | Amnon Cohen              |                                                                         |
| Schas (11)                     | Meschulam Nahari         | Minister ohne Geschäftsbereich                                          |
| Schas (11)                     | Jakob Margi              | Religionsminister                                                       |
| Schas (11)                     | David Azulai             |                                                                         |
| Schas (11)                     | Yitzhak Vaknin           |                                                                         |
| Schas (11)                     | Nissim Ze'ev             |                                                                         |
| Schas (11)                     | Emil Amsalem             |                                                                         |
| Schas (11)                     | Avraham Michaeli         |                                                                         |
| Vereinigtes Thora-Judentum (5) | Yaakov Litzman           |                                                                         |
| Vereinigtes Thora-Judentum (5) | Mosche Gafni             |                                                                         |
| Vereinigtes Thora-Judentum (5) | Meir Porusch             |                                                                         |
| Vereinigtes Thora-Judentum (5) | Uri Maklev               |                                                                         |
| Vereinigtes Thora-Judentum (5) | Eliezer Moses            |                                                                         |
| Echud Leumi (4)                | Ya'akov Katz             |                                                                         |
| Echud Leumi (4)                | Uri Ariel                |                                                                         |
| Echud Leumi (4)                | Arieh Eldad              |                                                                         |
| Echud Leumi (4)                | Michael Ben-Ari          |                                                                         |
| Chadasch (4)                   | Mohammad Barakeh         |                                                                         |
| Chadasch (4)                   | Hana Sweid               |                                                                         |
| Chadasch (4)                   | Dov Khenin               |                                                                         |
| Chadasch (4)                   | Afu Agbaria              |                                                                         |
| Vereinigte Arabische Liste (4) | Ibrahim Sarsur           |                                                                         |
| Vereinigte Arabische Liste (4) | Ahmad Tibi               |                                                                         |
| Vereinigte Arabische Liste (4) | Taleb el-Sana            |                                                                         |
| Vereinigte Arabische Liste (4) | Masud Ghnaim             |                                                                         |
| Habajit Hajehudi (3)           | Daniel Herschkowitz      | Wissenschafts- und Technologieminister                                  |
| Habajit Hajehudi (3)           | Sebulon Orlew            |                                                                         |
| Habajit Hajehudi (3)           | Uri Orbach               |                                                                         |
| Meretz-Jachad (3)              | Chaim Oron               |                                                                         |
| Meretz-Jachad (3)              | Ilan Gilon               |                                                                         |
| Meretz-Jachad (3)              | Nitzan Horowitz          |                                                                         |
| Balad (3)                      | Jamal Zahalka            |                                                                         |
| Balad (3)                      | Said Nafa                |                                                                         |
| Balad (3)                      | Hanin Soabi              |                                                                         |
| Ha’Atzma’ut (5, zunächst 0)    | Ehud Barak               | Verteidigungsminister                                                   |
| Ha’Atzma’ut (5, zunächst 0)    | Einat Wilf               |                                                                         |
| Ha’Atzma’ut (5, zunächst 0)    | Matan Vilnai             |                                                                         |
| Ha’Atzma’ut (5, zunächst 0)    | Shalom Simhon            | Landwirtschaftsminister                                                 |
| Ha’Atzma’ut (5, zunächst 0)    | Orit Noked               |                                                                         |

## Zugänge und Abgänge
| Früheres Mitglied | Partei                     | Ersetzt durch            | Datum              |
| ----------------- | -------------------------- | ------------------------ | ------------------ |
| Chaim Ramon       | Kadima                     | Yulia Shamalov-Berkovich | 2. Juli 2009       |
| Ophir Pines-Paz   | Awoda                      | Einat Wilf*              | 10. Januar 2010    |
| Yuli Tamir        | Awoda                      | Ghalib Mudschadala       | 13. April 2010     |
| Tzachi Hanegbi    | Kadima                     | Nino Abesadze            | 9. November 2010   |
| Meir Porusch      | Vereinigtes Thora-Judentum | Yisrael Eichler          | 6. Februar 2011    |
| Se’ev Boim        | Kadima                     | Doron Avital             | 18. März 2011      |
| Chaim Oron        | Meretz-Jachad              | Zehava Gal-On            | 25. März 2011      |
| Eli Aflalo        | Kadima                     | Avi Duan                 | 25. Januar 2012    |
| Tzipi Livni       | Kadima                     | Yuval Zellner            | 3. Mai 2012        |
| Gideon Esra       | Kadima                     | Akram Hasson             | 17. Mai 2012       |
| Avi Dichter       | Kadima                     | Ahmed Dabbah             | 16. August 2012    |
| Jossi Peled       | Likud                      | Alali Adamso             | 16. September 2012 |
| Amir Peretz       | Likud                      | Yoram Marciano           | 9. Dezember 2012   |